# Gigantosciapus francoisi
Gigantosciapus francoisi är en tvåvingeart som beskrevs av Grichanov 1998. Gigantosciapus francoisi ingår i släktet Gigantosciapus och familjen styltflugor. Inga underarter finns listade i Catalogue of Life.